# Basilio Argiro
Basilio Argiro (en griego: Βασίλειος Ἀργυρός, romanizado: Basileios Argyros; c. 970-después de 1023) fue un noble bizantino y general de la familia Argiro y hermano del emperador Romano III. Basilio fue el abuelo materno del emperador Romano IV Diógenes.

## Biografía
Según la Sinopsis Historion de Juan Escilitzes, Basilio Argiro fue el estratego de Samos que fue enviado a luchar contra el rebelde italiano Melo en c. 1010/1011. Es posible que el relato de la carrera de Basilio en Italia sea el resultado de la fusión de Escilitzes de Argiro con otro Basilio contemporáneo, de apellido Mesardonites, que era el catapán de Italia. Por otro lado, pudo haber sido un comandante de la flota enviada para apoyar a Basilio Mesardonites en su represión de la rebelión. Fue llamado de Italia en c. 1017. Eruditos modernos como Guilou y Vannier consideran que Basilio Argiro y Basilio Mesardonites han sido la misma persona, una opinión que Alexander Kazhdan no comparte.
Después de una pausa en su carrera registrada, Basilio aparece como el primer gobernador bizantino de Vaspurakan, un reino armenio, que fue entregado por su rey Senekerim al emperador Basilio II en 1021/22. Fue destituido de la oficina por incompetencia poco después de su nombramiento. La brecha en la carrera de Basilio se puede llenar tentativamente con la información provista en un sello descubierto en Preslav, Bulgaria, en el que se nombra a Basilio como patricio y estratego de Tracia.
Basilio y los miembros de su familia jugaron un papel en la interacción bizantina con los vecinos del este del imperio. El matrimonio de la hija de Basilio, Helena, con el rey georgiano Bagrat IV fue parte de un acuerdo de paz negociado por la madre de Bagrat, la reina María, hija del ex rey Senekerim de Vaspurakan, en 1032. Escilitzes también habla de los hijos de Basilio como arcontes que vivieron en el Tema anatólico a mediados del siglo xi. La otra hija de Basilio, cuyo nombre no ha sobrevivido, estaba casada con el general Constantino Diógenes y se convirtió en la madre del futuro emperador Romano IV Diógenes.